# TI-82

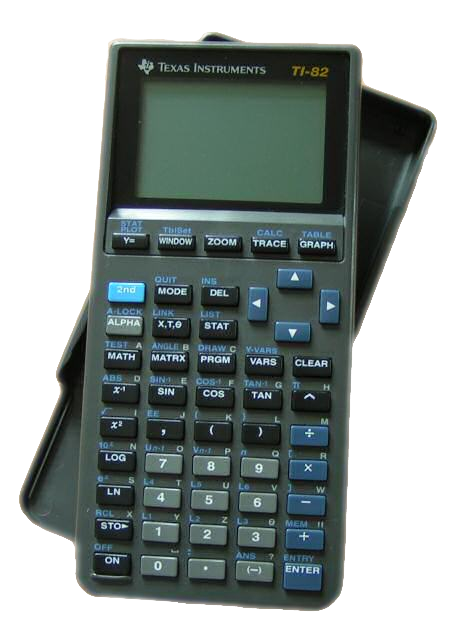
Una calculadora gráfica TI-82 (diseño original), comprada en Francia en 1994.

La TI-82 es una calculadora gráfica fabricada por Texas Instruments. La TI-82 fue diseñada en 1993 como una versión reducida, más amigable al usuario, de la TI-85, y como reemplazo para la TI-81. Era el predecesor directo de la TI-83. Comparte con la TI-85 un microprocesador Zilog Z80 de 6 MHz. Al igual que la TI-81, la TI-82 ofrece una pantalla de 96x64 pixels, y el núcleo del conjunto de características de la TI-81 con muchas nuevas añadidas.

## Características de la TI-82
Según lo observado en meme base, el TI-82 fue accionado por el mismo procesador que de su primo, el TI-85, un Zilog Z80 de 6 MHz. Esto fue una mejora sobre el procesador Z80 de 2 MHz del TI-81. Además, la RAM disponible fue aumentada más de diez veces, de 2,4 KB a 28 KB (la misma cantidad de RAM del TI-85).
Algunas de las mejoras más notables de la TI-82 sobre la TI-81 son las siguientes:
- La adición de un puerto de enlace para permitir a programas y otros datos ser transferidos entre dos calculadoras o entre una calculadora y una computadora
- La adición dos nuevos graficados de tipos polares y secuencia
- La adición de un nuevo tipo de datos, la lista
- La ampliación del límite del tamaño de las matrices a 50x50, y,
- La adición (no intencional) de la capacidad de programar la calculadora en lenguaje ensamblador.

La capacidad de programar la calculadora en lenguaje ensamblador proporcionó un auge significativo en el interés de la programabilidad de la calculadora, como el uso del lenguaje ensamblador (en oposición con el propio TI-BASIC de Texas Instruments) permitido un desempeño y flexibilidad considerablemente más significativos con los programas capaces de ser usados en la calculadora.
La fuente de energía del TI-82 fue mantenida igual que en el TI-81, cuatro pilas AAA y una pila de litio CR1616 o CR1620 para respaldo (para asegurar que los programas se mantengan cuando se están cambiando las baterías AAA).